# 임재구
임재구(林在邱, 1960년 3월 1일 ~ 2020년 12월 26일)는 대한민국의 제11대 경상남도의원이고, 제6·7대 경상남도 함양군의원이었다. 그러다 4륜 오토바이를 운전하다 일어난 전복사고로 인하여 사망하였다. 장례는 경상남도의회장으로 거행되었다.

## 경력
- 함양국민학교 58회 졸업
- 함양중학교 29회 졸업
- 함양제일고등학교 26회 졸업
- 한국국제대학교 건강기능식품학과 졸업
- 경상대학교 행정대학원 지방자치학과 석사 졸업

- 1998 제24대 함양청년회의소 회장
- 함양읍 체육회 부회장
- 함양군 청년회의소 특우회 감사
- 함양군 생활체육회 테니스협회장
- 함양군 사랑의봉사대
- 경상남도 임업후계자협회 감사
- 함양중학교 총동창회장
- 함양중학교 운영위원장
- 함양제일고등학교 운영위원장
- 법무부 범죄예방함양지구위원
- 창원지방검찰청 거창지청 범죄예방위원
- 2010 함양경찰서 행정발전위원
- 2011 ~ 2012 함양로타리클럽 회장
- 함양군 네트워크 장애분과 위원장
- 경상남도 임업후계자협회 감사
- 새마을지회 봉사대 단장
- 함양군 장애인후원회 회장
- 삼성종합OA시스템 상무이사
- 민주평화통일자문회의 함양군 협의회 자문위원
- 상죽림대형얀돈단지건립 반대추진위원회 위원장
- 소방시민안전관리위원
- 2010.07 ~ 2014.06 제6대 경상남도 함양군의회 의원
- 2010.07 ~ 2012.07 제6대 경상남도 함양군의회 전반기 기획행정위원회 위원
- 2010.07 ~ 2012.07 제6대 경상남도 함양군의회 전반기 의회운영위원회 위원장
- 2010.07 ~ 2012.07 제6대 경상남도 함양군의회 전반기 예산결산특별위원회 위원
- 2012.07 ~ 2014.06 제6대 경상남도 함양군의회 후반기 부의장
- 2012.07 ~ 2014.06 제6대 경상남도 함양군의회 후반기 산업건설위원회 위원
- 2012.07 ~ 2014.06 제6대 경상남도 함양군의회 후반기 예산결산특별위원회 위원
- 2014.07 ~ 2018.04 제7대 경상남도 함양군의회 의원
- 2014.07 ~ 2016.07 제7대 경상남도 함양군의회 전반기 기획행정위원회 간사
- 2014.07 ~ 2016.07 제7대 경상남도 함양군의회 전반기 의회운영위원회 위원
- 2014.07 ~ 2016.07 제7대 경상남도 함양군의회 전반기 예산결산특별위원회 위원
- 2016.07 ~ 2018.04 제7대 경상남도 함양군의회 후반기 의장
- 2018.07 ~ 2020.12 제11대 경상남도의회 의원
- 2018.07 ~ 2020.07 제11대 경상남도의회 전반기 위원
- 2018.07 ~ 2020.07 제11대 경상남도의회 전반기 예산결산특별위원회 부위원장
- 2019.03 ~ 2019.03 제11대 경상남도의회 가야사연구복원사업추진특별위원회 위원
- 2020.07 ~ 2020.12 제11대 경상남도의회 의회운영위원회 위원
- 2020.07 ~ 2020.12 제11대 경상남도의회 농해양수산위원회 부위원장
- 제11대 경상남도의회 국민의힘 부대표

## 수상
- 대통령표창 수상

## 역대 선거 결과
|  | 14.74% |

|  | 21.24% |

|  | 52.08% |